# Destin (roman graphique)
Pour les articles homonymes, voir Destin (homonymie).
Destin est une œuvre de l'artiste allemand Otto Nückel, considérée comme l'un des précurseurs du roman graphique.

## Présentation
Destin est publiée en 1926 à Munich sous le titre de Schicksal. Eine Geschicte in Bildern. Il raconte l'histoire d'une femme de sa naissance à sa mort. Victime tout au long de malheurs (infanticide, prostitution...) qui sont les suites logiques de sa condition de pauvre, l'héroïne meurt en se défenestrant alors que la police vient l'arrêter pour meurtre. L'auteur use de la gravure sur plomb, au lieu de la gravure sur bois plus traditionnelle, pour raconter en noir et blanc cette histoire sur près de deux cent pages. Ce choix du plomb a peut-être été dicté par des contraintes financières mais cela permet surtout à Nückel de produire des dessins très fins et détaillés.

## Éditions étrangères
En 1930, Schicksal est édité aux États-Unis sous le titre de Destiny. A novel in Pictures. En France, l'œuvre est éditée en 2005.